# TPS (čidlo)

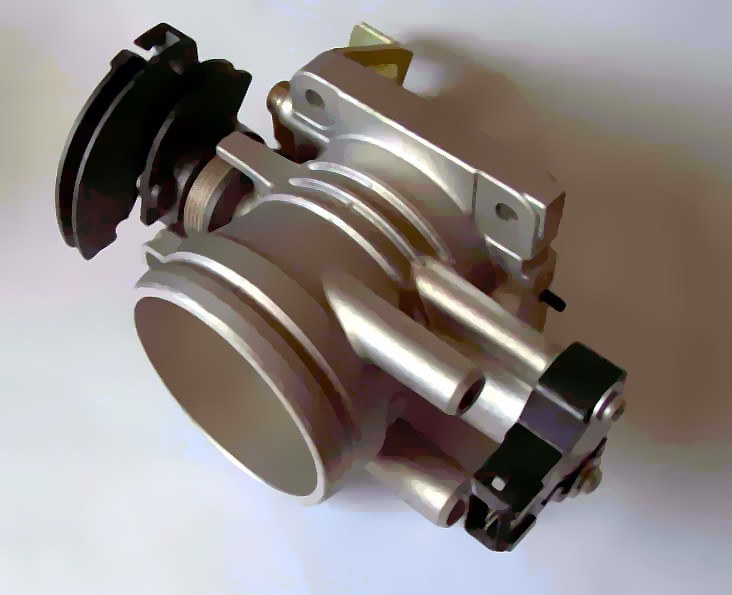
Tělo škrticí klapky s TPS čidlem na pravé straně

Čidlo pozice škrticí klapky neboli TPS čidlo (anglicky throttle position sensor) je čidlo neboli senzor, který se používá ke kontrole polohy škrticí klapky u motorů vybavených karburátory. Obvykle bývá umístěn na hřídeli klapky, takže může přímo snímat její polohu.
Dokonalejší čidla, například CTPS neboli čidlo uzavření škrticí klapky (closed throttle position sensor) slouží k signalizaci jejího plného uzavření.
Některé řídicí jednotky motoru (ECU) ovládají škrticí klapku elektronicky pomocí technologie ETC (Electronic throttle control), což je určitá obdoba leteckého systému Fly-by-wire. V takovém případě je čidlo zapojeno do servosmyčky, aby toto ovládání umožnilo.